# MaK G 1205 BB
Die dieselhydraulische Lokomotive-Baureihe MaK G 1205 wurde von der Maschinenbau Kiel (MaK) entwickelt.

## Technische Daten
Die Achsfolge der MaK G 1205 ist B’B’. Sie hat eine Leistung von wahlweise 1.120 kW oder 1.180 kW und erreicht je nach Ausführung eine maximale Geschwindigkeit von 60 km/h, 80 km/h oder 100 km/h. Eingebaut werden Motoren von Caterpillar oder MTU. Ihre Dienstmasse beträgt je nach Version 80 t oder 88 t. Ihr Tankinhalt beträgt 2.500 l oder 3.000 l.
Die MaK G 1205 wurde zwischen 1991 und 1995 insgesamt 31-mal gebaut. Davon gingen allein zwölf Exemplare an die Eisenbahn und Häfen (EH) in Duisburg. Größter Auslandskunde für die G 1205 war der iranische Stahlkonzern NISCO (National Iranian Steel Company), der sechs Loks abnahm.
Die letzten drei Lokomotiven wurden unter der Firmenbezeichnung Siemens Schienenfahrzeugtechnik (SFT) hergestellt.

## Einsatz in Skandinavien
Zwei der 1995 gebauten Lokomotiven gingen nach Schweden. Die SFT 1000898 wurde bei Banverket zur "DLL 33290", die SFT 1000899 zur "DLL 210". 2010 wurde sie von Bahninfrastrukturbetrieb Infranord übernommen, der sie im Juni 2012 an Hector Rail weiter veräußerte. Dort werden sie als 942.001 und 002 bezeichnet.

## Weiterentwicklung für Belgien

Vossloh HLR 77 als SNCB 7781 in Venlo

Für die Belange der Belgischen Staatsbahn (SNCB) wurde eine Weiterentwicklung der G 1205 zugeschnitten. Diese wird als HLR 77 bezeichnet. Zwischen 1999 und 2005 wurden insgesamt 170 Lokomotiven an die SNCB geliefert. Sie sind dort als 7701 bis 7870 eingereiht (wobei die 7869 und 7870 vor der 7868 ausgeliefert wurden). Sie werden im Rangier- und Streckendienst eingesetzt. Die Maschinen sind mit einem belgischen Dieselmotor mit einer Leistung von 1150 kW ausgerüstet. Diese Lokomotiven waren die ersten von MaK, die mit einem Komfortaufstieg (über Eck angeordnete Stufen) versehen waren.